# Eve of Destruction (Battlefield)
Eve of Destruction (EoD), é uma série de modificações livres (mod) para PC da série de jogos Battlefield. EoD é ambientado na Indochina, principalmente no Vietname, cobrindo o histórico período de 1949 até 1973, conhecido como Guerra da Indochina. EoD é desenvolvido e mantido por voluntários (EoD Devs Team) organizados em uma comunidade.
O nome Eve of Destruction foi inspirado na música de protesto de P. F. Sloan's lançada em 1965.

## Desenvolvimento Descontinuado
O Time de desenvolvimento do EoD anunciou em 19 de janeiro de 2013, por meio de seu líder Lotte, que o desenvolvimento do EoD cessaria e ele iria dedicar-se a desenvolver um jogo stand alone comercial, empregando um motor de jogo novo, com conteúdo e código completamente novos, e que o game engine de sua escolha seria o Unity. O sítio oficial será "congelado" assim que o novo jogo esteja hospedado em domínio próprio. Embora não tenha colocado claramente qual marca o novo jogo receberá, o título da notícia empregado ("Eve of Destruction 3") e um nome de autor diferenciado (Lotte.EoDRedux), deixam a sugerir uma sequência à série.